# Xylophanes nabuchodonosor
Xylophanes nabuchodonosor là một loài bướm đêm thuộc họ Sphingidae. Nó được tìm thấy ở Bolivia và Peru.
Sải cánh dài 76–82 mm. Nó giống với Xylophanes rhodochlora.

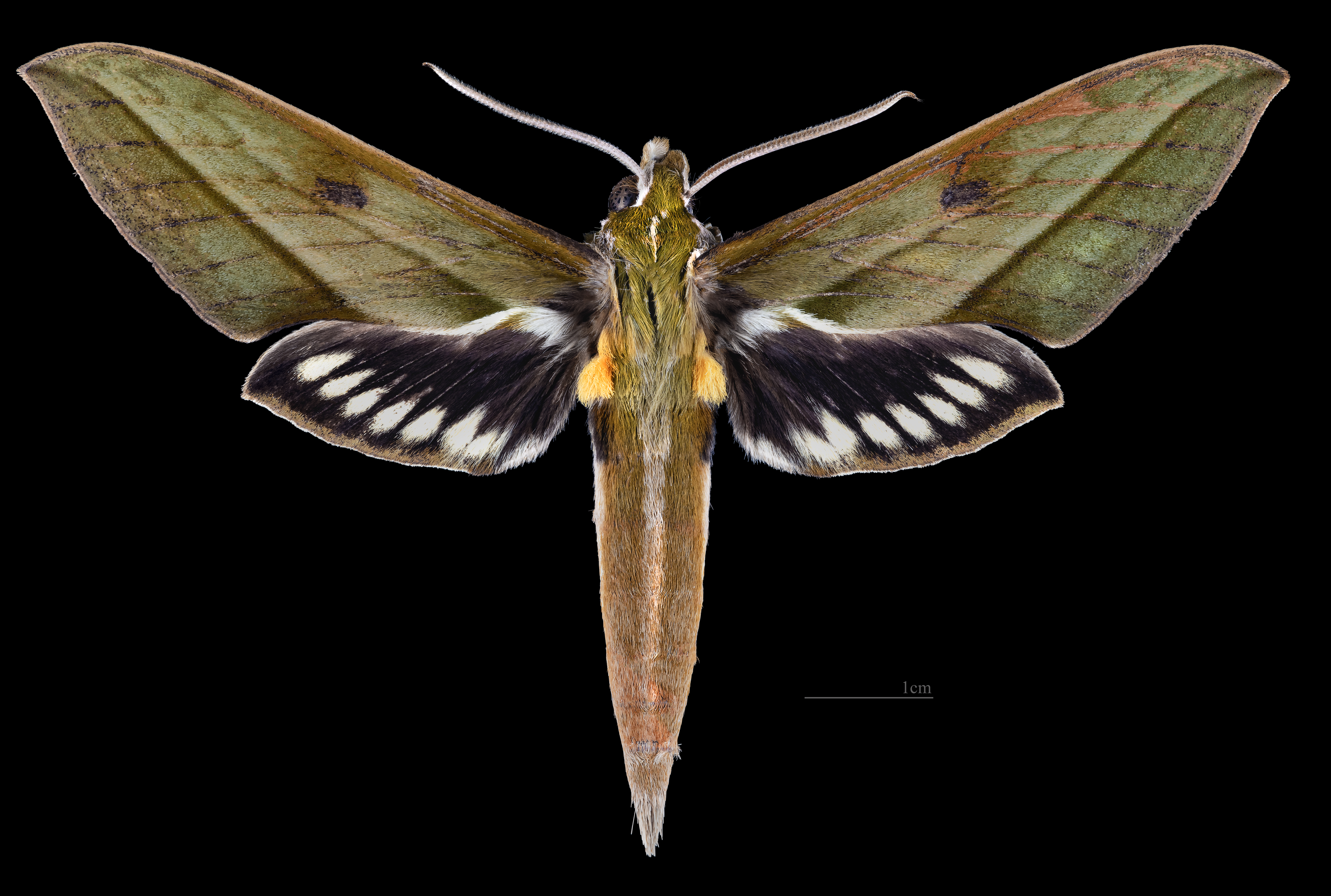
Xylophanes nabuchodonosor ♂
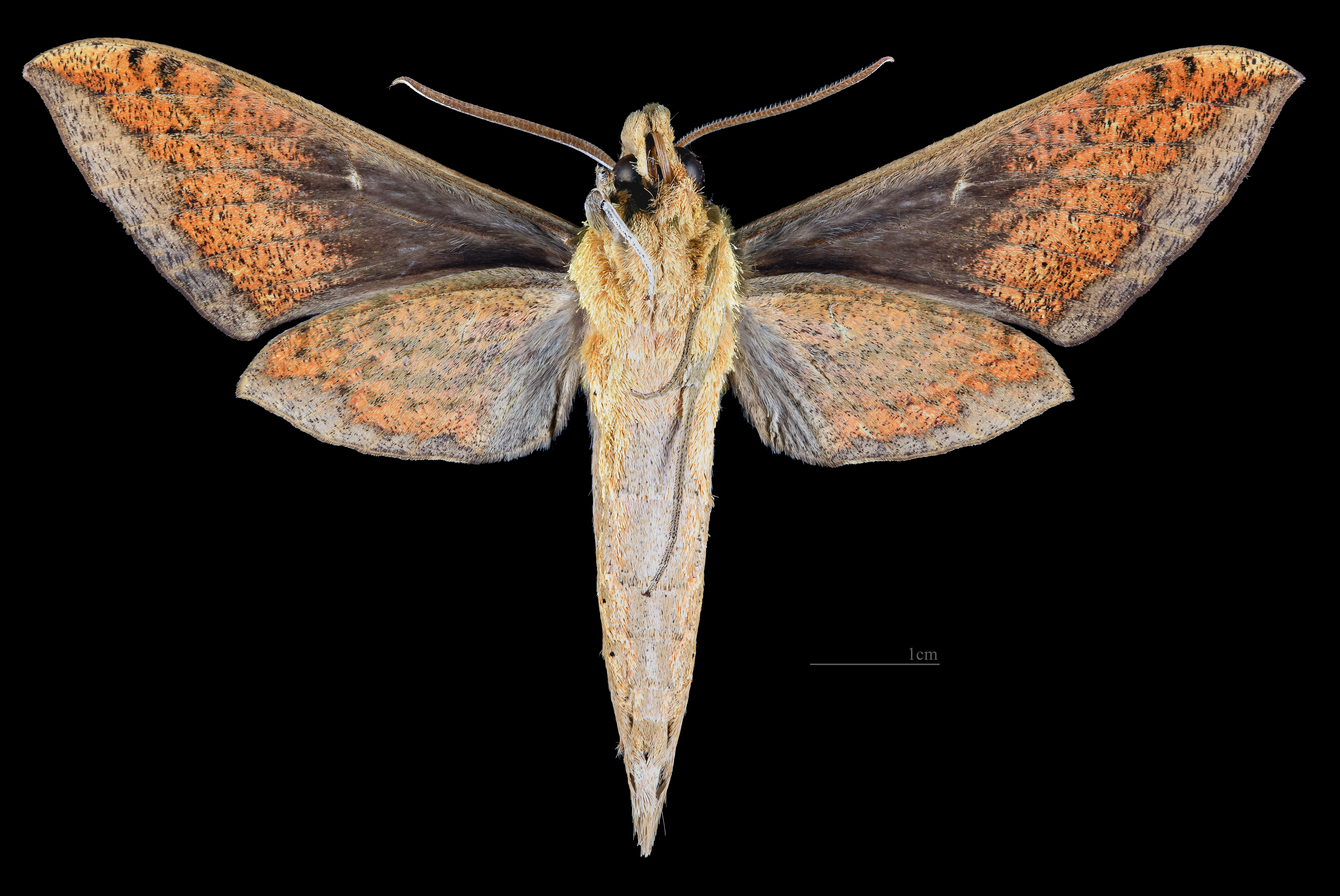
Xylophanes nabuchodonosor ♂   △
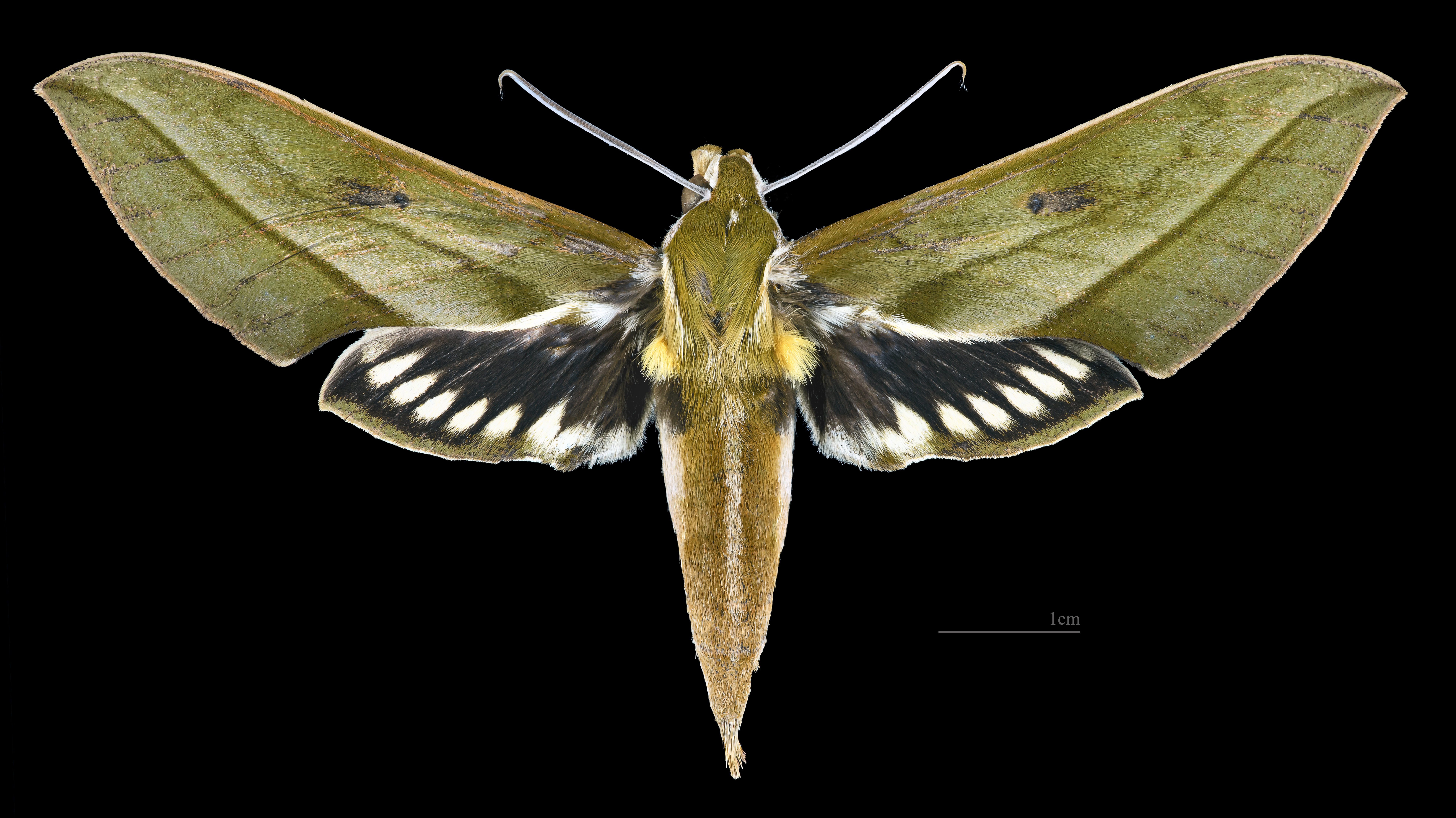
Xylophanes nabuchodonosor  ♀
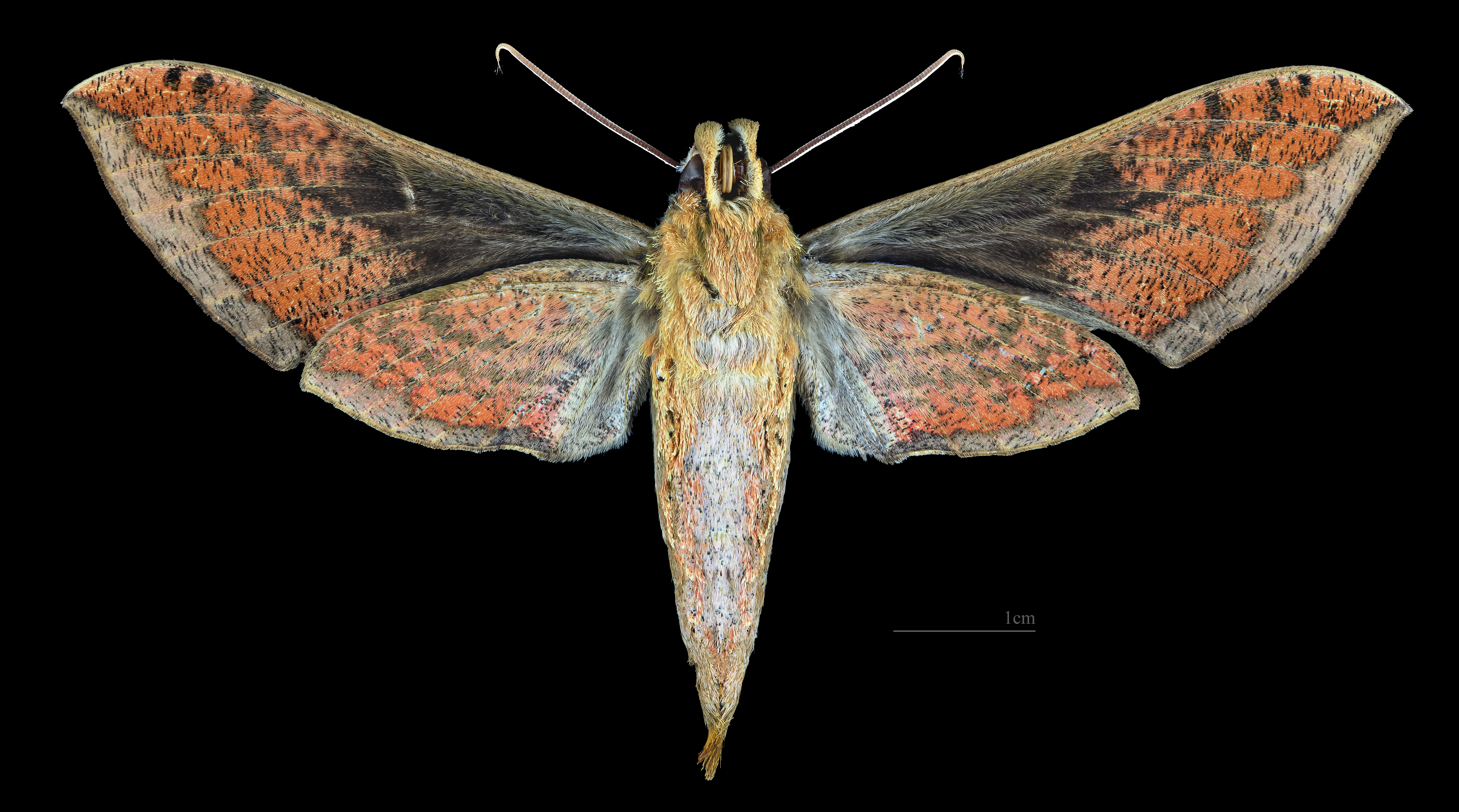
Xylophanes nabuchodonosor ♀ △